# Väinö Bremer
Väinö bzw. Wäinö Elias Bremer (* 24. April 1899 in Turku; † 23. Dezember 1964 in Kerava, Uusimaa) war ein finnischer Leichtathlet und Skisportler.
Bremer war bei den Olympischen Winterspielen 1924 als Soldat Kapitän der finnischen Mannschaft beim Militärpatrouillenlauf und gewann zusammen mit August Eskelinen, Heikki Hirvonen und Martti Lappalainen die Silbermedaille. Im gleichen Jahr belegte er bei den Olympischen Sommerspielen im Modernen Fünfkampf den neunten Platz.
Er starb beim Absturz seiner Beechcraft Baron im Anflug auf den Flughafen Helsinki-Vantaa bei Kerava.